# فالديورنا
بلدية فالديورنا (بالإسبانية: Valdehorna) هي بلدية تقع في مقاطعة سرقسطة التابعة لمنطقة أراغون شمال شرق إسبانيا.

## الديموغرافيا
بلغ عدد سكان بلدية فالديورنا 36 نسمة عام 2011 (وفقاً للمعهد الوطني الإسباني للإحصاء).
| 62 | 60 | 55 | 46 | 46 | 38 | 36 |